# Pavlína Nytrová
Pavlína Nytrová (* 6. března 1968) je česká politička, v letech 2013 až 2017 poslankyně Poslanecké sněmovny PČR, v letech 2012 až 2016 zastupitelka Moravskoslezského kraje, v letech 1998 až 2014 zastupitelka města Frýdku-Místku, v letech 1997 až 2016 členka České strany sociálně demokratické.

## Život
Absolvovala Gymnázium Petra Bezruče ve Frýdku-Místku. V letech 1986 až 1991 vystudovala ekonomii na Ekonomické fakultě VŠB-TUO a získala tak titul Ing. Pracovala jako státní zaměstnankyně, později však přešla do soukromého sektoru (byla například ředitelkou společnosti ND-R, a. s.).
Pavlína Nytrová je rozvedená a má dvě děti. Žije ve městě Frýdek-Místek, konkrétně v části Místek.

## Politické působení
V roce 1997 vstoupila do České strany sociálně demokratické. Do politiky vstoupila, když byla za tuto stranu v komunálních volbách v roce 1998 zvolena do Zastupitelstva města Frýdku-Místku. Mandát zastupitelky města pak obhájila v komunálních volbách v roce 2002, v roce 2006 a v roce 2010. V letech 2009 až 2010 byla předsedkyní finančního výboru zastupitelstva. V komunálních volbách v roce 2014 již nekandidovala. V komunálních volbách 2018 neúspěšně kandidovala znova do zastupitelstva jako nestranička za hnutí Frýdečané a Místečané, neuspěla. V komunálních volbách 2022 také neúspěšně kandidovala, ale jako nestranička za hnutí SPD. Když zemřel zastupitel Vladimír Kubský, tak 18. října 2024 do zastupitelstva usedla jako náhradnice.
Do vyšší politiky se pokusila vstoupit, když v krajských volbách v roce 2008 kandidovala za ČSSD do Zastupitelstva Moravskoslezského kraje, avšak neuspěla. Podařilo se jí to až v krajských volbách v roce 2012, kdy kandidovala opět za ČSSD a byla zvolena krajskou zastupitelkou. V krajských volbách v roce 2016 svůj mandát již neobhajovala.
Upozornila na sebe v polovině roku 2013, když požadovala, aby primátor Frýdku-Místku Michal Pobucký pozastavil své členství v ČSSD, protože byl trestně stíhán pro zneužití pravomoci veřejného činitele. V reakci na to byla svými kolegy odvolána z funkce předsedkyně představenstva městské společnosti Frýdecká skládka a na krátký čas byla vyloučena z klubu frýdecko-místeckých zastupitelů města za ČSSD.
V Poslanecké sněmovně dělala nejprve asistentku poslanci Radimu Turkovi, jehož pak v poslaneckých lavicích nahradila. Ve volbách do Poslanecké sněmovny PČR v roce 2013 kandidovala za ČSSD ze čtvrtého místa kandidátky v Moravskoslezském kraji a byla zvolena, zatímco Turek figuroval na nevolitelné pozici kandidátky. Po zvolení Nytrové se pak Turek stal naopak jejím asistentem. Výbory místní i okresní organizace ČSSD ve Frýdku-Místku později uvedly, že se Nytrová dostala do Sněmovny díky podpoře Turka a také někdejšího předsedy okresního výboru Jaroslava Marka s tím, že kromě Turka zaměstnala jako svého asistenta také Marka.
V poslanecké sněmovně se zapojila do diskusí o důchodové péči, sociální a rodinné politice a o situaci v Moravskoslezském kraji v souvislosti s hrozícím uzavřením OKD.
V roce 2015 iniciovala vznik petice proti adopci dětí homosexuály.
Dne 10. ledna 2017 oznámila, že již 15. prosince 2016 vystoupila z ČSSD, a to z vlastního rozhodnutí, údajně kvůli politické korupci ve straně a útokům na svoji osobu. V Poslanecké sněmovně však nadále setrvala jako nezávislá za ČSSD.

### Návrh zamítnutí novely zákona o registrovaném partnerství
V polovině července 2016 se v Poslanecké sněmovně podle svých slov připojila „k názoru konzervativních poslanců“. Prohlásila, že je zásadně proti novele zákona o registrovaném partnerství, která by umožnila osvojení dítěte druhého partnera, a navrhla její zamítnutí. Odůvodnila to tím, že při přijetí zákona v roce 2006 byl zákon přijat rozdílem jediného hlasu a že nerozhodnutá část poslanců byla ubezpečena, že si homosexuální páry nebudou klást žádné další požadavky. Podle ní svému slibu nedostály. Popsala praxi „zavedení homosexuálních rodin“ podle programu „homolobby“ od gay pochodů přes registrované partnerství, adopci dětí partnera, následovaných adopcí z dětských domovů, umělým oplodněním až po odebírání dětí juvenilní justicí, prokládaných požadavky na zavedení sexuální a „homosexuální“ výchovy do škol a na snížení věku „dětí, které jsou s těmito praktikami […] seznamovány“. Jako poslední etapu uvedla prosazování snižování věku pro sexuální styk s tím, že „homosexuálové se budou snažit zrealizovat sex s dětmi“. Vyjmenovala také rizikové faktory života dětí v homosexuálních rodinách, jakými jsou podle ní vysoká promiskuita, vysoký výskyt pohlavních a jiných chorob, nadprůměrný sklon k alkoholu a drogám, vyšší míra výskytu duševních a mentálních poruch, výrazně kratší věk dožití a výrazně vyšší výskyt násilného chování u homosexuálů. V závěru vyjádřila přesvědčení, že základem každé společnosti je spořádaná a pevná rodina, že je nutné chránit především zájmy nevinných dětí a že základní model rodiny je nenahraditelný. Mnoho z těchto výroků se objevilo už v jejím textu týkajícím se petice proti adopci dětí homosexuály z roku 2015.
Právě pasáž o realizaci sexu s dětmi vyvolala ve Sněmovně pobouření a byla dále mediálně citována. Ministryně práce a sociálních věcí Michaela Marksová Nytrovou vyzvala k odchodu z ČSSD, podobně se vyjádřil i místopředseda strany a předseda Sněmovny Jan Hamáček. Kritizoval ji také předseda poslaneckého klubu ČSSD Roman Sklenák či předseda Senátu za tutéž stranu Milan Štěch. Premiér a předseda ČSSD Bohuslav Sobotka se od jejích postojů distancoval. Na její obranu se naopak postavili stranický kolega Stanislav Huml, někdejší poslanec ČSSD a v té době zástupce ombudsmanky Stanislav Křeček nebo bývalý poslanec Jiří Vyvadil. Od výroků Nytrové se jménem krajské organizace ČSSD distancoval také její předseda a hejtman Moravskoslezského kraje Miroslav Novák, který připomněl, že i v minulosti měla několik rozporuplných vyjádření a že nefiguruje na kandidátce do podzimních krajských voleb. Předseda ČSSD ve Frýdku-Místku a primátor města Michal Pobucký uvedl, že Nytrová nemá podporu místní pobočky.
Na základě jejího vystoupení následně s Nytrovou pořídilo rozhovor několik médií, která se zajímala zejména o to, kde čerpala informace. Projekt Faktus zaslal Nytrové dopis, kde ověřil její výroky o homosexualitě v rozhovoru pro MF Dnes s dotazem na zdroje jejích informací. V rozhovoru pro Respekt se odkazovala na osobní rozhovory s lidmi, jejichž identitu však odmítla zveřejnit, zprávy ruského občanského sdružení Russkije matěri, reakce v internetových diskusích a obecně na internet a blíže neupřesněné knihy. V následném vystoupení v pořadu České televize Události, komentáře též zmínila, že vycházela z textů Gabriele Kubyové, autorky knihy Globální sexuální revoluce.
Nytrová ve svých následných vystoupeních zopakovala, že si za svými názory stojí a že je ráda, že dokázala vyvolat podle jejích slov potřebnou celospolečenskou debatu. Zopakovala svou pochybnost: „Jak může být v nejlepším zájmu dítěte, aby ho vychovávali dva homosexuálové? Jaké dítě může vzejít z takového svazku?“ Zdůraznila, že negativní jevy nespojila s žádným konkrétním českým homosexuálem a že netvrdila, že k nim v Česku dochází.
Po setkání s předsedou ČSSD Sobotkou 15. července uvedla, že v následujících volbách již nebude kandidovat, s čímž však prý počítala už před touto kauzou. Domovská i okresní organizace ČSSD ji vyzvaly, aby složila poslanecký mandát a nepoškozovala svými výroky dále ČSSD.